# Péterréve
Péterréve (szerbül Бачко Петрово Село / Bačko Petrovo Selo) vagy népnyelven Pecelló, település a Vajdaságban, a Tisza mellett, Óbecse községben.

## Története
Péterréve eredetileg az Árpád-korban a Csanád nemzetség birtoka volt. A 15. század közepén Brankovics György kezére került. 1698-ban szerbek telepedtek le a faluban, s ők nevezték el Petrovo selo-nak, s 1904-ig, mikor visszakapta ősi magyar nevét, a magyarok is Petrovoszeló néven ismerték. A török kiűzése után előbb a Tiszai határőrvidék, majd annak 1751-es megszűntekor a szabad koronai kerület része lett. A péterrévei kikötő fejlődését nagyban előmozdította, hogy a gróf Milványi Cseszneky család itt hajózta be ló- és marhaállományát. 1848-ban egyesült Bács-Bodrog vármegyével. A szabadságharc leverése után a Szerb Vajdaság és Temesi Bánság ellenőrzése alá került, s csak az alkotmányosság helyreálltával lett ismét a vármegye része. A trianoni békeszerződés a Szerb–Horvát–Szlovén Királysághoz csatolta, de 1941-ben visszakerült Magyarországhoz, azonban a II. világháborút követően ismét Jugoszlávia része lett.

## Népesség

### Demográfiai változások
| 1948   | 1953   | 1961   | 1971 | 1981 | 1991 | 2002 | 2011 |
| ------ | ------ | ------ | ---- | ---- | ---- | ---- | ---- |
| 10 224 | 10 616 | 10 410 | 9645 | 8959 | 7958 | 7318 | 6350 |

## Látnivalók

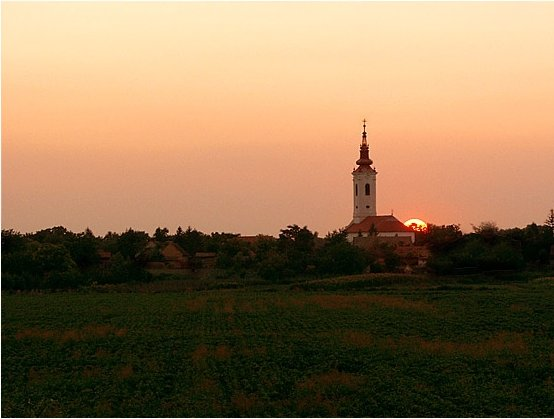
A görögkeleti templom

- Mindenszentek római katolikus templom - 1805-ben épült
- Ortodox szerb templom - 1777-1780 között épült
- Szent Imre templom